# Cristoforo Madruzzo
Cristoforo Madruzzo (ur. 5 lipca 1512 w Calavino, zm. 5 lipca 1578 w Tivoli) – włoski duchowny katolicki i mąż stanu, brat Eriprando Madruzzoiego kapitana najemników walczących w Wojnach włoskich, które toczyły się w latach 1496–1559.

## Życiorys
Urodził się w szlacheckiej rodzinie pochodzącej z Trydentu we Włoszech. Studiował w Padwie i Bolonii, w styczniu 1543 roku został mianowany administratorem biskupstwa w Brixen, a wkrótce potem, w tym samym roku został wyniesiony do godności kardynała przez papieża Pawła III. W 1539 roku został księciem-biskupem Trydentu.
Po dymisji w 1567 roku ze stanowiska administratora biskupstwa w Trydencie na rzecz swojego bratanka, Ludvica Madruzziego, spędził ostatnie lata swego życia we Włoszech. Był tam biskupem w kolejno wymienionych diecezjach: Sabina, Palestrina, Porto. Zmarł w dniu swych 66 urodzin 5 lipca 1578 roku. Kilka lat po śmierci jego szczątki zostały zamurowane w rodzinnej kaplicy w kościele Sant’Onofrio w Rzymie.